# 중국공산당 중앙정치국 상무위원회
중국공산당 중앙정치국 상무위원회(중국어 간체자: 中国共产党中央政治局常务委员会, 정체자: 中國共產黨中央政治局常務委員會, 병음: Zhōngguó Gòngchǎndǎng Zhōngyāng Zhèngzhìjú Chángwù Wěiyuánhuì)는 중화인민공화국 정부와 중국공산당 당 조직에서 사실상의 최고 권력 기구이며 최고 의사결정기관이다. 중국공산당 중앙위원회 전체회의에서 선거로 선출된다. 위원은 정치국 상무위원으로 불린다.

## 상세
중국공산당의 당규정에 의하면, 중앙정치국과 그 상무위원회는 중앙위원회 전체회의의 폐회 중에 중앙위원회의 직권을 행사한다. 상무위원회의 직권이나 정치국 상무 위원의 직권에 대해서는 규정이 없다.
중국공산당 중앙위원회 총서기, 중화인민공화국 국무원 총리는 당연직으로 정치국 상무위원에 임명된다. 그리고 전국인민대표대회 상무위원장, 중국인민정치협상회의 정국위원회 주석, 중앙군사위원회 주석, 중화인민공화국 주석과 국가부주석, 국무원 상무 부총리와 중앙기율검사위원회 서기도 정치국 상무위원으로부터 선택되는 경우가 많다.

## 설립
- 중국공산당 중앙정치국 상무위원회는 1928년 7월의 제6기 1중 전당대회에서 설립되었다. 1934년 1월의 제6기 5중 전당대회로부터 1956년 9월의 8기까지는 중국공산당 중앙서기처라고 불렸으나, 8기부터는 중국공산당 중앙정치국 상무위원회라고 개칭되었다. 이후 중국공산당 중앙서기처는 단순한 일상업무의 처리기구가 되었다.

## 현재 상무위원
| 서열 | 이름     | 한자   | 사진 성명 | 당직                                                                                   | 국가직                         |
| 1    | 시진핑   | 习近平 |           | 중국공산당 중앙위원회 총서기 중국공산당 중앙정치국 상무위원 중국공산당 중앙군사위 주석 | 국가 주석 국가 중앙군사위 주석 |
| 2    | 리창     | 李强   |           | 중국공산당 중앙정치국 상무위원 국무원 당조서기                                         | 국무원 총리                    |
| 3    | 자오러지 | 赵乐际 |           | 공산당 중앙위 정치국 상무위원 전국인민대표회의 당조서기                                | 전국 인민대표회의 상무위원장   |
| 4    | 왕후닝   | 王沪宁 |           | 공산당 중앙위 정치국 상무위원 전국인민정치협상회의 당조서기                            | 전국인민정치협상회의 주석      |
| 5    | 차이치   | 蔡奇   |           | 공산당 중앙위 정치국 상무위원 중앙서기처 서기                                          | 중앙 판공청 주임               |
| 6    | 딩쉐샹   | 丁薛祥 |           | 공산당 중앙위 정치국 상무위원 국무원 당조부서기                                        | 국무원 상무부총리              |
| 7    | 리시     | 李希   |           | 공산당 중앙위 정치국 상무위원 중앙 기율검사위 서기                                     |                                |

## 역대 상무위원

### 19기 상무위원
2017년 10월 25일 열린 공산당 중앙위에서 아래와 같이 7명의 정치국 상무위원이 선출하였다.
| 서열 | 이름     | 한자   | 사진 | 당 지위                                                                                | 국가 지위                      |
| ---- | -------- | ------ | ---- | -------------------------------------------------------------------------------------- | ------------------------------ |
| 1    | 시진핑   | 习近平 |      | 중국공산당 중앙위원회 총서기 중국공산당 중앙정치국 상무위원 중국공산당 중앙군사위 주석 | 국가 주석 국가 중앙군사위 주석 |
| 2    | 리커창   | 李克强 |      | 중국공산당 중앙정치국 상무위원 국무원 당조서기                                         | 국무원 총리                    |
| 3    | 리잔수   | 栗战书 |      | 공산당 중앙위 정치국 상무위원 전인대 당조서기                                          | 전국 인민대 상무위원장         |
| 4    | 왕양     | 汪洋   |      | 공산당 중앙위 정치국 상무위원 정치협상회의 당조서기                                    | 정치협상회의 주석              |
| 5    | 왕후닝   | 王沪宁 |      | 공산당 중앙위 정치국 상무위원 중앙서기처 서기                                          |                                |
| 6    | 자오러지 | 赵乐际 |      | 공산당 중앙위 정치국 상무위원 중앙 기율검사위 서기                                     |                                |
| 7    | 한정     | 韩正   |      | 공산당 중앙위 정치국 상무위원 국무원 당조부서기                                        | 국무원 상무부총리              |

### 18기 상무위원 (2012년 11월 - 2017년 10월)
2012년 11월에 열린 중국공산당 제18차 전국대표대회에서, 아래와 같이 제 18기 상무위원을 선출하였다.
| 서열 | 이름            | 한자          | 사진 | 당 지위                                                     | 국가 지위                                                |
| ---- | --------------- | ------------- | ---- | ----------------------------------------------------------- | -------------------------------------------------------- |
| 1    | 시진핑 습근평   | 习近平 習近平 |      | 중국공산당 중앙위원회 총서기 중국공산당 중앙군사위원회 주석 | 중화인민공화국의 주석 중화인민공화국 중앙군사위원회 주석 |
| 2    | 리커창 이극강   | 李克强        |      | 국무원 당조 서기                                            | 중화인민공화국 국무원총리                                |
| 3    | 장더장 장덕강   | 张德江 張德江 |      | 전국인민대표대회 당조 서기                                  | 전국인민대표대회상무위원장                               |
| 4    | 위정성 유정성   | 俞正声 俞正聲 |      | 중국인민정치협상회의 당조 서기                              | 중국인민정치협상회의주석                                 |
| 5    | 류윈산 류운산   | 刘云山 劉雲山 |      | 중국공산당 중앙서기처 서기 중국공산당 중앙당교 교장         |                                                          |
| 6    | 왕치산 왕기산   | 王岐山        |      | 중국공산당 중앙기율검사위원회 서기                          |                                                          |
| 7    | 장가오리 장고려 | 张高丽 張高麗 |      | 국무원 당조 부서기                                          | 중화인민공화국 국무원상무부총리                          |

### 17기 상무위원 (2007년 10월 - 2012년 11월)
2007년 10월에 열린 중국공산당 제17차 전국대표대회에서, 아래와 같이 제 17기 상무위원을 선출하였다.
| 서열 | 이름            | 한자          | 사진 | 당 지위                                                     | 국가 지위                                                |
| ---- | --------------- | ------------- | ---- | ----------------------------------------------------------- | -------------------------------------------------------- |
| 1    | 후진타오 호금도 | 胡锦涛 胡錦濤 |      | 중국공산당 중앙위원회 총서기 중국공산당 중앙군사위원회 주석 | 중화인민공화국의 주석 중화인민공화국 중앙군사위원회 주석 |
| 2    | 우방궈 오방국   | 吴邦国 吳邦國 |      | 전국인민대표대회 상무위원회 당조 서기                       | 전국인민대표대회 상무위원회 위원장                       |
| 3    | 원자바오 온가보 | 温家宝 溫家寶 |      | 중화인민공화국 국무원 당조 서기                             | 중화인민공화국 국무원 총리                               |
| 4    | 자칭린 가경림   | 贾庆林 賈慶林 |      | 중국인민정치협상회의당조 서기                               | 중국인민정치협상회의 주석                                |
| 5    | 리장춘 이장춘   | 李长春 李長春 |      | 선전 부장                                                   |                                                          |
| 6    | 시진핑 습근평   | 习近平 習近平 |      | 중국공산당 중앙당교 교장 중국공산당 중앙서기처 서기         | 중화인민공화국의 부주석                                  |
| 7    | 리커창 이극강   | 李克强        |      | 중화인민공화국 국무원당조 부서기                            | 중화인민공화국 국무원 부총리                             |
| 8    | 허궈창 하국강   | 贺国强 賀國康 |      | 중국공산당 중앙기율검사위원회 서기                          |                                                          |
| 9    | 저우융캉 주영강 | 周永康        |      | 중국공산당 중앙정치법률위원회 서기                          |                                                          |

### 16기 상무위원 (2002년 11월 - 2007년 10월)
| 서열 | 이름            | 한자          | 사진 | 당 지위                                                     | 국가 지위                                                |
| ---- | --------------- | ------------- | ---- | ----------------------------------------------------------- | -------------------------------------------------------- |
| 1    | 후진타오 호금도 | 胡锦涛 胡錦濤 |      | 중국공산당 중앙위원회 총서기 중국공산당 중앙군사위원회 주석 | 중화인민공화국의 주석 중화인민공화국 중앙군사위원회 주석 |
| 2    | 우방궈 오방국   | 吴邦国 吳邦國 |      |                                                             | 전국인민대표대회 상무위원회 위원장                       |
| 3    | 원자바오 온가보 | 温家宝 溫家寶 |      |                                                             | 중화인민공화국 국무원 총리                               |
| 4    | 자칭린 가경림   | 贾庆林 賈慶林 |      |                                                             | 중국인민정치협상회의 주석                                |
| 5    | 쩡칭훙 증경홍   | 曽慶紅        |      |                                                             | 중화인민공화국 국가부주석                                |
| 6    | 황쥐 황국       | 黄菊          |      |                                                             | 중화인민공화국 국무원 상무부총리                         |
| 7    | 우관정 오관정   | 呉官正        |      |                                                             | 중국공산당 중앙기율검사위원회 서기                       |
| 8    | 리창춘 이장춘   | 李長春        |      |                                                             |                                                          |
| 9    | 뤄간 나간       | 羅幹          |      | 중국공산당 중앙정치법률위원회 서기                          |                                                          |

### 15기 상무위원 (1997년 9월 - 2002년 11월)
| 서열 | 이름            | 한자          | 사진 | 당 지위 | 국가 지위 |
| ---- | --------------- | ------------- | ---- | ------- | --------- |
| 1    | 장쩌민 강택민   | 江泽民 江澤民 |      |         |           |
| 2    | 리펑 이붕       | 李鹏 李鵬     |      |         |           |
| 3    | 주룽지 주용기   | 朱镕基 朱鎔基 |      |         |           |
| 4    | 리루이환 이서환 | 李瑞环 李瑞環 |      |         |           |
| 5    | 후진타오 호금도 | 胡锦涛 胡錦濤 |      |         |           |
| 6    | 웨이젠싱 위건행 | 尉健行        |      |         |           |
| 7    | 리란칭 이람청   | 李岚清 李嵐淸 |      |         |           |

### 14기 상무위원 (1992년 - 1997년)
| 서열 | 이름            | 한자          | 사진 | 당 지위 | 국가 지위 |
| ---- | --------------- | ------------- | ---- | ------- | --------- |
| 1    | 장쩌민 강택민   | 江泽民 江澤民 |      |         |           |
| 2    | 리펑 이붕       | 李鹏 李鵬     |      |         |           |
| 3    | 차오스 교석     | 喬石          |      |         |           |
| 4    | 리루이환 이서환 | 李瑞环 李瑞環 |      |         |           |
| 5    | 주룽지 주용기   | 朱镕基 朱鎔基 |      |         |           |
| 6    | 류화칭 유화청   | 劉華清        |      |         |           |
| 7    | 후진타오 호금도 | 胡锦涛 胡錦濤 |      |         |           |

### 13기 4중전회 상무위원 (1989년 - 1992년)
1. 장쩌민(강택민, 江澤民)
2. 리펑 (이붕, 李鵬)
3. 차오스 (교석, 喬石)
4. 야오이린 (요의림, 姚依林)
5. 쑹핑 (송평, 宋平)
6. 리루이환 (이서환, 李瑞環)

### 13기 1중전회 상무위원 (1987년 - 1989년)
1. 자오쯔양 (조자양, 趙紫陽)
2. 리펑 (이붕, 李鵬)
3. 차오스 (교석, 喬石)
4. 후치리 (호계립, 胡啟立)
5. 야오이린 (요의림, 姚依林)

### 12기 상무위원 (1982년 - 1987년)
1. 후야오방 (호요방, 胡耀邦 : 총서기)
2. 예젠잉 (엽검영, 葉劍英 : 1985년 9월 제12기 5中全會에서 사직)
3. 덩샤오핑 (등소평, 鄧小平)
4. 자오쯔양 (조자양, 趙紫陽)
5. 리셴녠 (이선념, 李先念)
6. 천윈 (진운, 陳雲)

- 1987년 1월 정치국 확대회의 : 자오쯔양(趙紫陽: 대리 총서기), 덩샤오핑(鄧小平), 리셴녠(李先念), 천윈(陳雲), 후야오방(胡耀邦)

## 같이 보기
- 중국공산당 중앙정치국